# 1914 aux Territoires du Nord-Ouest
Chronologie des Territoires du Nord-Ouest
- 1910
- 1911
- 1912
- 1913
- 1914
- 1915
- 1916
- 1917
- 1918

Cette page concerne les événements survenus en 1914 dans le territoire canadien des Territoires du Nord-Ouest.

## Politique
- Premier ministre : Frederick D. White (Commissaire en gouvernement)
- Commissaire :
- Législature :

## Naissances
- 1er janvier : Taamusi Qumaq (décédé le 13 juillet 1993), chef et ardent défenseur de la culture inuit. Il s'est opposé à la convention de la Baie-James. Il a publié une encyclopédie de la langue inuktitut. En 2010, les Presses de l'Université du Québec ont publié sa biographie, intitulée Je veux que les Inuit soient libres de nouveau[1].